# Рододендрон даурский
Рододе́ндрон дау́рский (лат. Rhododendron dauricum) — листопадный либо вечнозелёный кустарник, распространённый в Азии к востоку от Алтайских гор; вид рода Рододендрон (Rhododendron) семейства Вересковые (Ericaceae).
Своё название вид получил от Даурии (Даурской земли) — названия, которым русские называли часть территории Забайкалья, населявшейся даурами. В Российской Федерации для этого растения нередко используют народное название «багульник».

## Распространение
Очень полиморфный вид, поэтому многие его формы визуально трудно отличить от рододендронов мелколистного, Ледебура и сихотинского. В связи с этим ботаники затрудняются при определении их точных ареалов. Точный ареал даурского рододендрона в 1978 году определил ботаник-дендролог Г. П. Тафинцев.
В дикой природе произрастает в Азии к востоку от Алтайских гор: в Восточной Сибири,  Северной Монголии, Маньчжурии, Северо-Восточном Китае, Корее, на Дальнем Востоке (Амурская область, юг Хабаровского края, Приморский край, Забайкалье), на Сахалине и в Японии. Растет отдельными кустами или образует заросли в хвойных, особенно в лиственничных, лесах, в дубняках, встречается преимущественно на щебнистой почве, на россыпях и скалах. Во многих районах Сибири (особенно в Восточной Сибири) занимает обширные территории, которые при раннем цветении выглядят сплошным розовым полотном.

## Ботаническое описание
Кустарник высотой 0,5—2 м с густо ветвящимися побегами, торчащими вверх. Состоит из 20—40 прутьевидных побегов. Молодые побеги тонкие, обычно собраны по несколько штук на концах ветвей, ржаво-бурой окраски, с коротким опушением, густо усажены округлыми сидячими желёзками. Корневая система плоская, поверхностная.
Листья овальные, на конце закруглённые, сверху глянцевые и тёмно-зелёные, снизу чешуйчатые и более бледные; длиной от 1,3 до 4 см, шириной от 0,5 до 1 см; появляются в конце цветения, сверху ярко-зелёные, к осени более тёмные с редкими чешуйками, снизу молодые листья светло-зелёные, позднее буроватые, густо покрыты чешуевидными желёзками. Осенью листья скручиваются в трубку, а затем большинство их опадает. Большая часть листьев осенью опадает, остаётся зимовать только небольшая их часть — в отличие от рододендрона Ледебура (Rhododendron ledebourii), у которого большая часть листьев остаётся зимовать. Черешки листьев в 8—10 раз короче листовой пластинки.

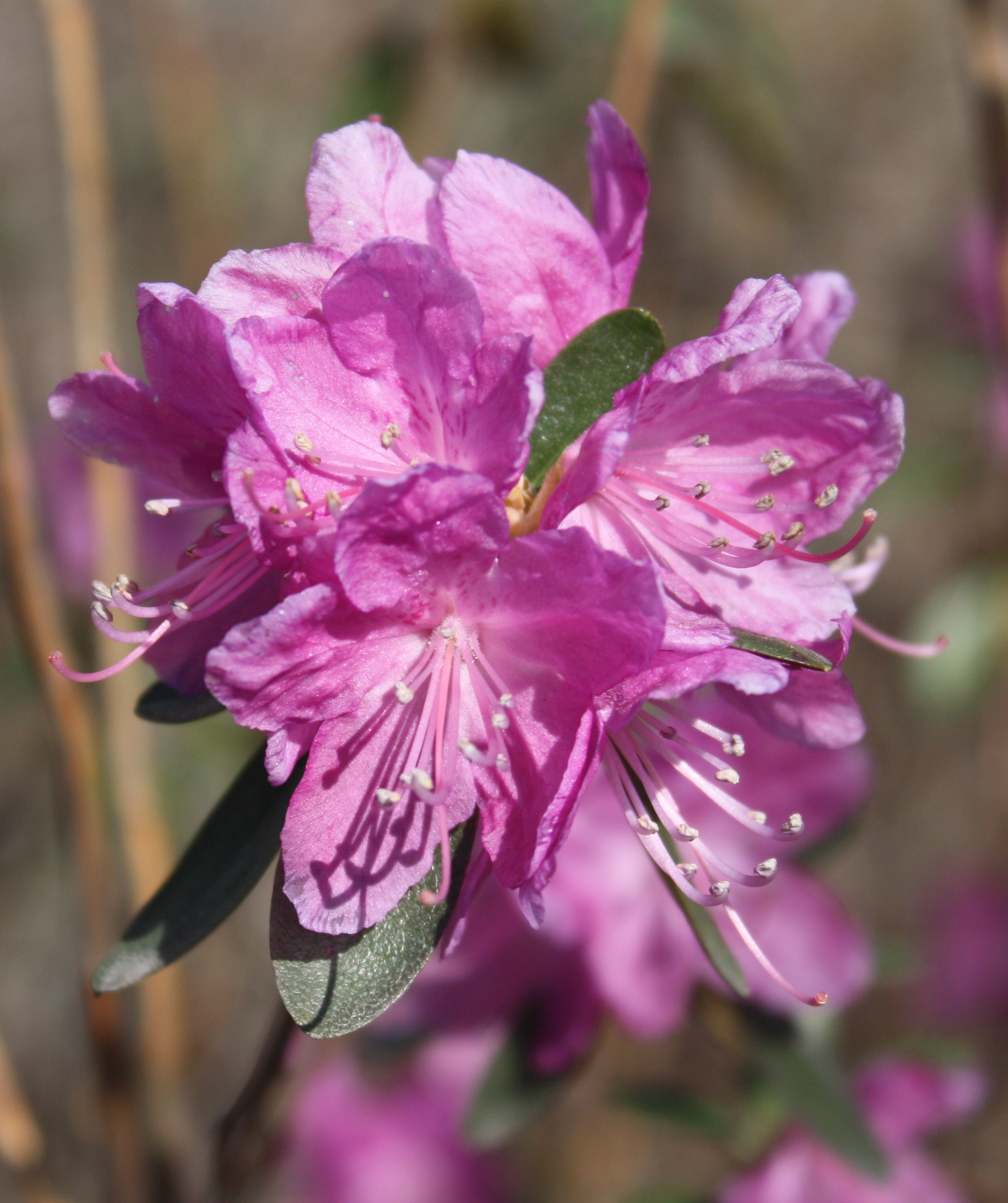
Рододендрон даурский: цветок крупным планом

Соцветие верхушечное (на концах побегов) либо верхушечное и пазушное одновременно у крайних листьев. Цветочные почки по одной — три у концов побегов, из каждой цветочной почки распускается один цветок. Цветоножка длиной 3—5 мм. Чашечка очень маленькая, сплошь чешуйчатая. Венчик светлый, розовый с сиреневым оттенком (редко белые), длиной 1,4—2,2 см, в диаметре 2,2—4,0 см, воронковидно-колокольчатый, на 2⁄3 надрезанный на продолговато-обратнояйцевидные или эллиптические едва соприкасающиеся доли, снаружи опушённый. Тычинок десять, нити их у основания волосистые, фиолетово-розовые. Завязь сплошь чешуйчатая. Столбик голый, длиннее тычинок, пурпурный. В природных условиях цветёт в конце апреля — июне, реже раньше.
Плод — коробочка, продолговато-яйцевидная, длиной 0,8—1,2 см на ножке длиной 0,3—0,7 см.

## Экология
Теневынослив и морозоустойчив, переносит морозы до минус 45 °C. Размножается главным образом вегетативно, корневыми отпрысками; размножение с помощью семян наблюдается в основном на вырубках и гарях.
В последние годы численность этого вида на территории России заметно снижается, особенно в пригородной зоне. Этому способствуют хозяйственное использование земель, изменение природного ландшафта и частые обламывание, особенно в сезон цветения.

## В культуре

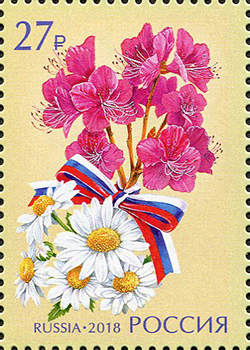
Нивяник обыкновенный, рододендрон даурский на почтовой марке России, 2018 год. Совместный выпуск Российской Федерации и Японии.

В культуре известен с 1870 года. Достоинством основного вида является высокая зимостойкость. Светолюбив, хорошо чувствует себя в сочетании с редко растущими лиственницами, на опушках и небольших полянах. В климатических условиях Латвии цветет очень рано — в апреле, однако в зимы с частыми оттепелями вымерзают цветочные почки. При теплой погоде отмечается цветение даже зимой. В регионах с мягкими зимами во время оттепелей бутоны начинают распускаться, а затем даже при незначительной минусовой температуре вымерзают. Имеет форму (f. sempervirens) — с тёмно-зелёными, вечнозелёными листьями, более тёмными, пурпурово-фиолетовыми цветками.
В ГБС с 1947 года. В возрасте 20 лет высота кустов достигала 0,7—2 м. Рост побегов происходит с середины мая до второй половины июля. Средний ежегодный прирост 6—10 см (максимальный — 12 см). Первое цветение и плодоношение с 3 лет. Самый ранний срок распускания первых цветков рододендрона даурского отмечен 19 апреля 1966 года, самый поздний — 11 мая 1965 года. Цветение с конца апреля до середины мая, в течение примерно 18 дней (±4 дня). В отдельные годы (1957 и 1958) распускались лишь единичные цветки, минимальный срок цветения укладывался в 8 дней. При массовом и обильном цветении наблюдаемый образец находился в цвету 32 дня (1959 г.). В 1970 г. рододендрон даурский не цвел вообще, так как морозом предшествующей зимы были повреждены все цветочные почки. Первое цветение отмечено в 3 года. Вторичное цветение бывает не ежегодно в середине сентября или октября, реже в ноябре. Наиболее ранний срок весеннего отцветания наблюдался 3 мая 1957 года, наиболее поздний — 31 мая 1971 года. 
Самое раннее распускание листьев 27 апреля 1966 года, самое позднее — 18 мая 1965 года. Средняя дата начала появления осенней окраски у листьев приходится на 25 августа (±5 дней).
Продолжительность вегетации даурского рододендрона составляет, по многолетним данным, 135 дней (±2 дня).
Плоды созревают в октябре; жизнеспособность семян 94%. В условиях Москвы зимостойкость высокая. Побеги одревесневают на 100%. В условиях Нижегородской области относительно зимостоек. В суровые зимы иногда подмерзают концы однолетних побегов. Повреждается весенними заморозками. В тёплые зимы с оттепелями наблюдается массовая гибель растений. Семена вызревают.
Семена рододендрона даурского хранят в бумажных пакетах или в плотно закупоренных стеклянных сосудах в сухом неотапливаемом помещении. При этом всхожесть семян сохраняется 3 года. Семена не нуждаются в стратификации. Высевают в декабре — феврале в тепличных условиях при 18—20 °С без заделки в почву. Семена прорастают через 20—25 дней. Характерно неодновременное прорастание семян одного и того же вида. При тепличном выращивании отдельные сеянцы зацветают уже на третий год. Четырёх-пятилетние сеянцы можно высадить весной на грядки. Четырёхлетние сеянцы цветут и обильно ветвятся. Высота растений к этому времени достигает 0,5—0,7 м. Рекомендуется почвенная смесь из песка и торфа в равных количествах (1:1). Рододендрон даурский хорошо размножается черенками. При обработке черенков в течение 15 часов в индолилмасляной кислоте (0,01 %) и в те же сроки при обработке черенков янтарной кислотой (0,02 %) отмечался наивысший процент укоренения. При одинаковых условиях опыта черенки из верхушечной (эпикальной) части побега дают наибольший процент укоренения, нежели из нижней (базальной) его части. Летние черенки рододендрона даурского дают 100%-ное укоренение в парнике с искусственным туманом без подогрева и без обработки стимуляторами. Укорененные черенки осенью следует высадить в ящики, заполненные почвенной смесью следующего состава: кислый торф, хвойная подстилка, листовая земля, песок в соотношении 2:1:2:1. Хранить их лучше в подвале или оранжерее с пониженной температурой до 5 °С в осенне-зимний период. В конце мая или в начале июня укоренившиеся черенки можно распикировать в открытый грунт на грядку с такой же почвенной смесью или с удвоенным содержанием кислого торфа, а листовую землю можно заменить дерновой. Саженцы необходимо притенять щитами от прямых солнечных лучей. После двух-трехлетнего содержания саженцев в питомнике, когда растения будут иметь хороший прирост и наибольшую декоративность, их можно высадить на постоянное место.
Растение интродуцировано в страны Европы и Северной Америки, где созданы гибридные сорта, культивируемые в качестве декоративных садовых растений. Одними из самых широко распространённых стали сорта группы P.J.M., выведенные Эдмундом Мезиттом (англ. Edmund Mezitt) в 1939 году в результате скрещивания рододендрона даурского с Rhododendron minus var. minus.

## Значение и применение
Может применяться как при лечении сердечно-сосудистых заболеваний, так и в препаратах, увеличивающих силу сердечных сокращений, для снижения венозного давления и усиления кровотока. Настой из листьев используется при лечении ревматизма. Спиртовые вытяжки из листьев оказывают бактерицидное действие на ряд патогенных бактерий кишечной флоры, на некоторые гноеродные микробы, на вибрион холеры, дифтерийные палочки, стрептококки. По данным Ф. С. Первухина, дубильные вещества рододендронов принадлежат к группе пирокатехинов, в листьях рододендрона даурского обнаружено 5,5 % дубильных веществ. В листьях и молодых побегах содержится 0,05—0,1 % эфирных масел.
Медоносное растение. Пчёлы собирают с цветков нектар и пыльцу. Обычно цветёт до распускания листьев в мае в течение 10—12 дней. Иногда встречается вторичное цветение в сентябре. По характеру распускания цветков относится к растениям с дневным типом цветения. Наиболее интенсивное выделение нектара приходится с 8 до 12 часов. Максимальное количество нектара выделяется примерно в 10 часов. Для сбора нектара пчела задерживается на одном цветке 5—6 секунд. Мёд в отличие от багульникового не ядовит, хорошего качества.
В течение всего года листья и побеги поедаются европейским лосём (Alces alces).

В Забайкалье (город Чита)
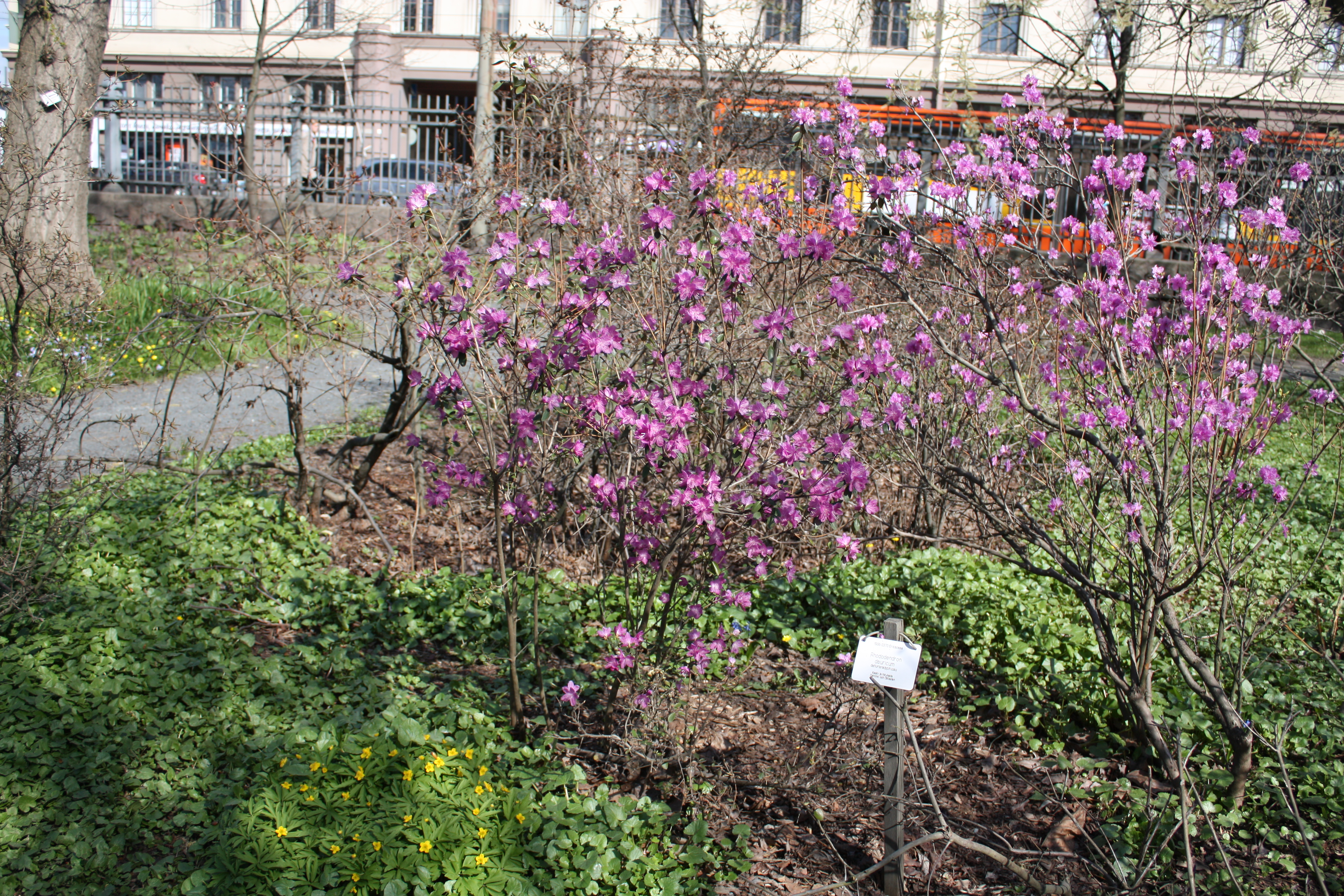
Университет Хельсинки, ботанический сад в Кайсаниеми
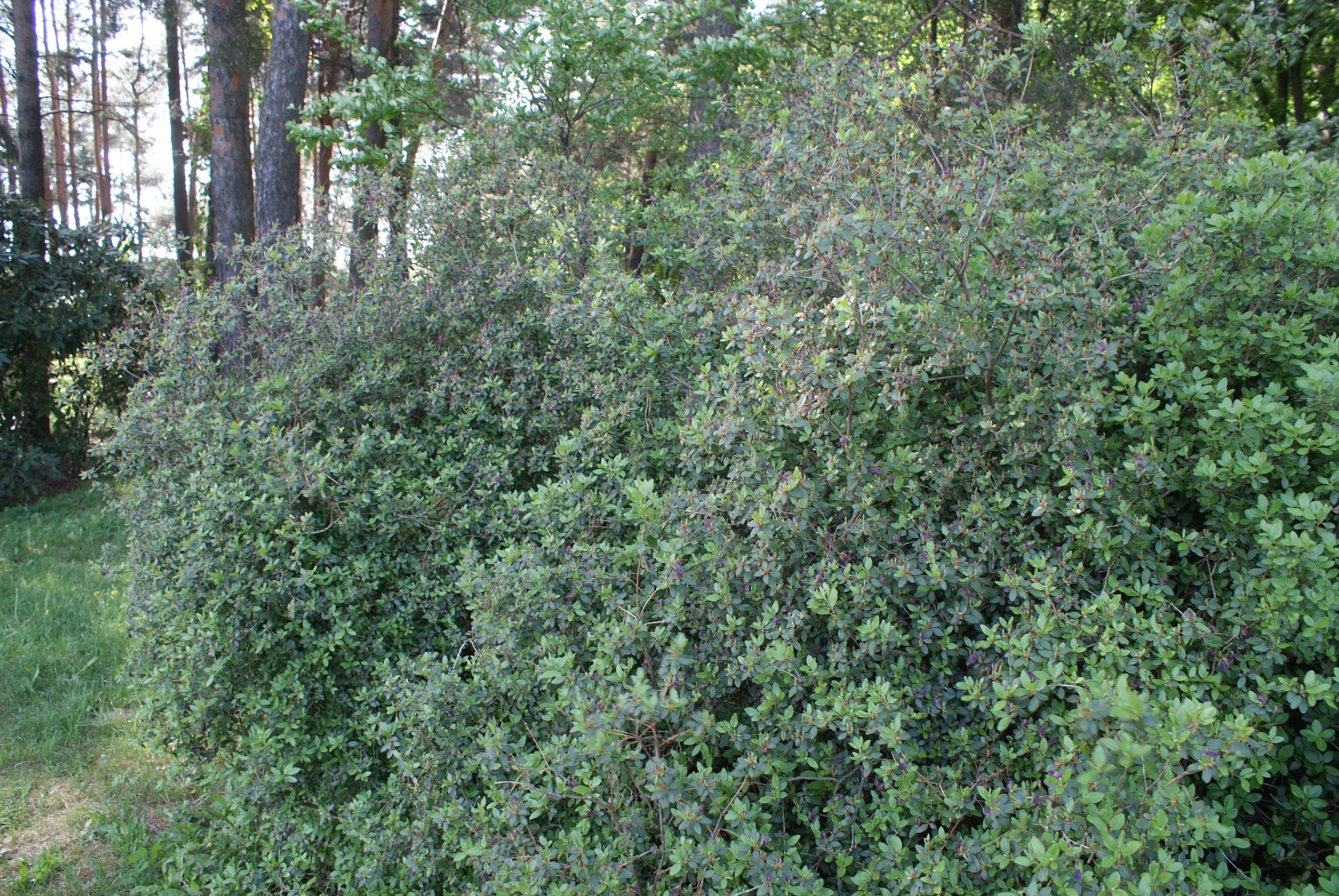
Минский ботанический сад
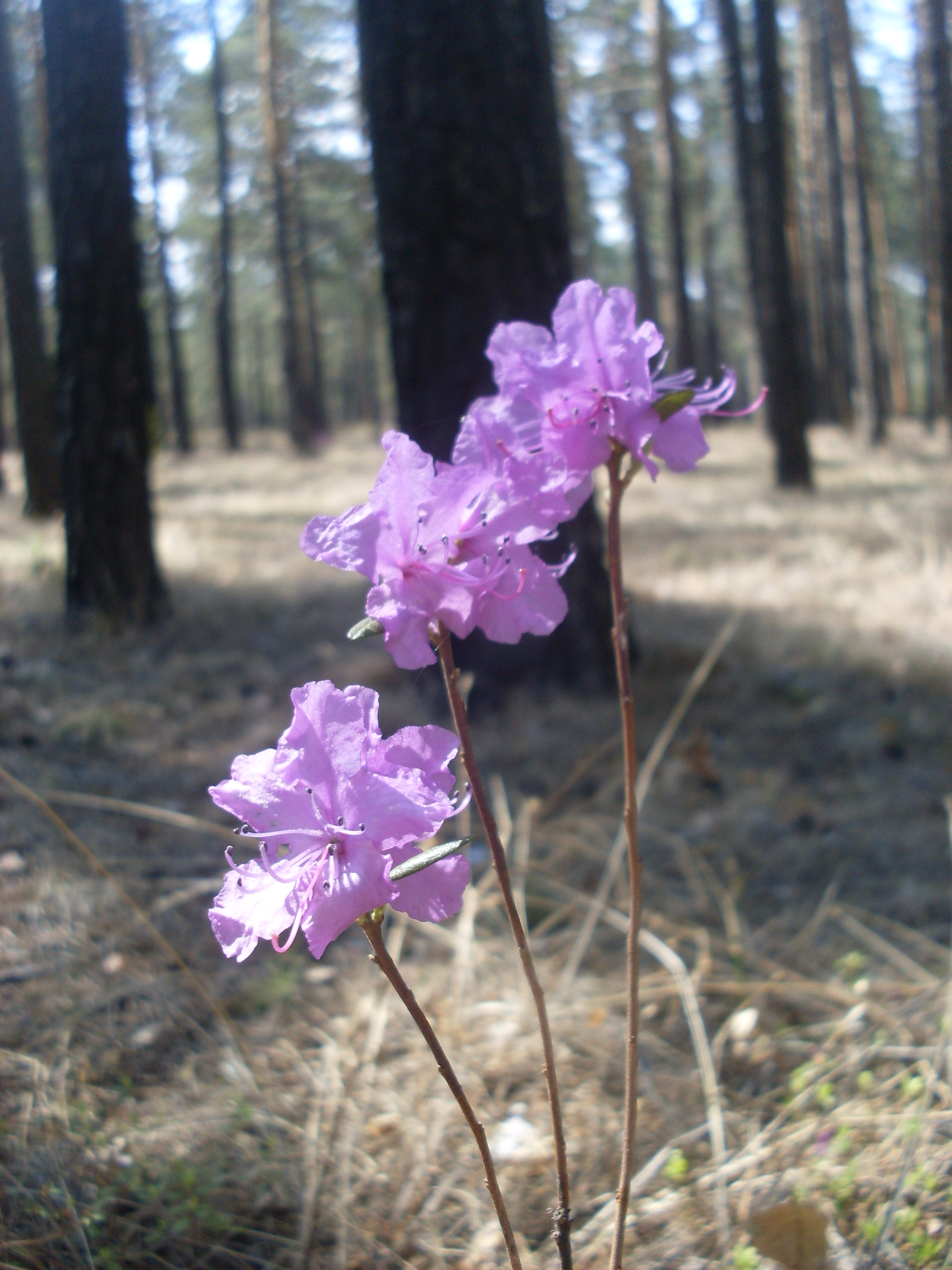
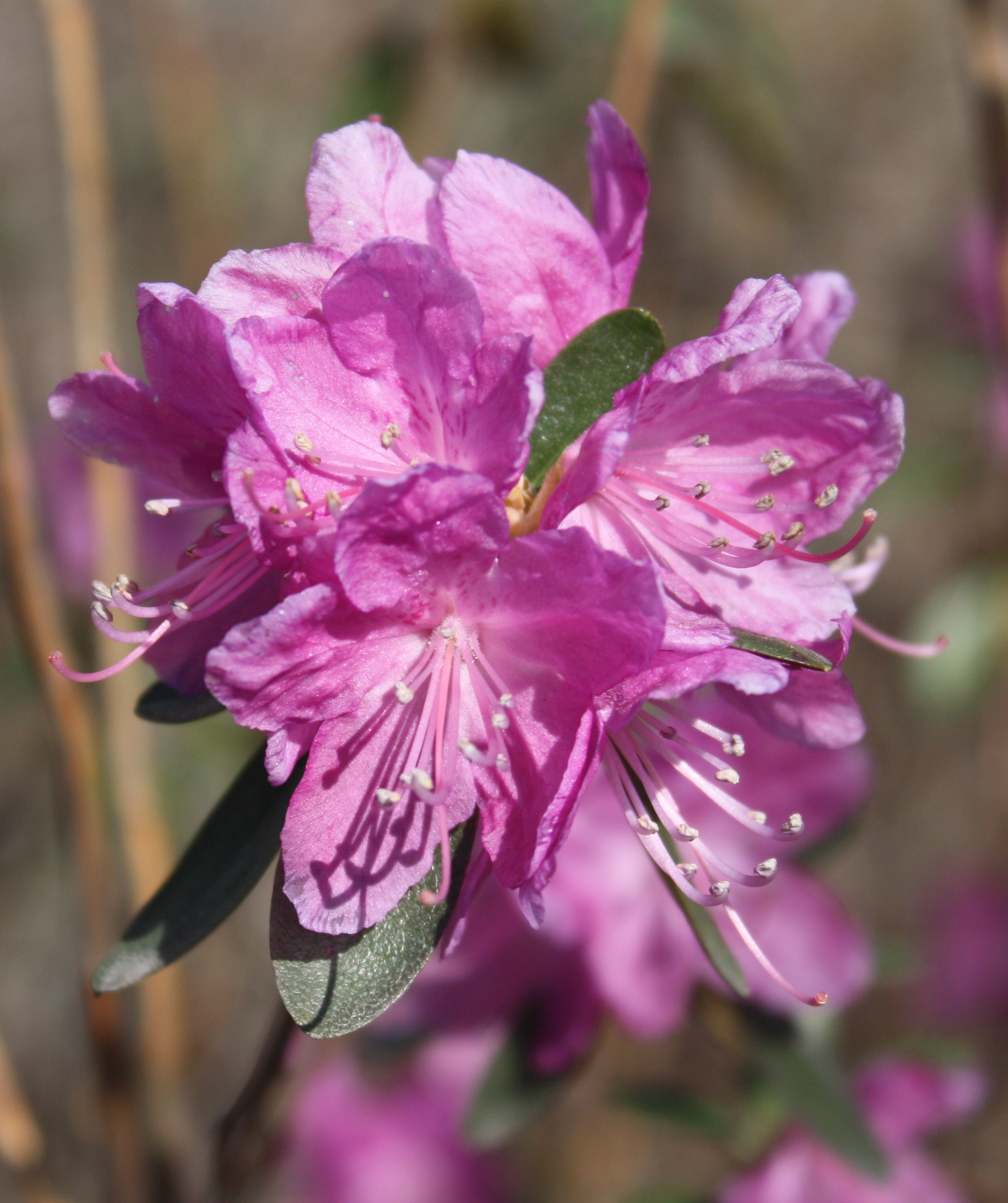
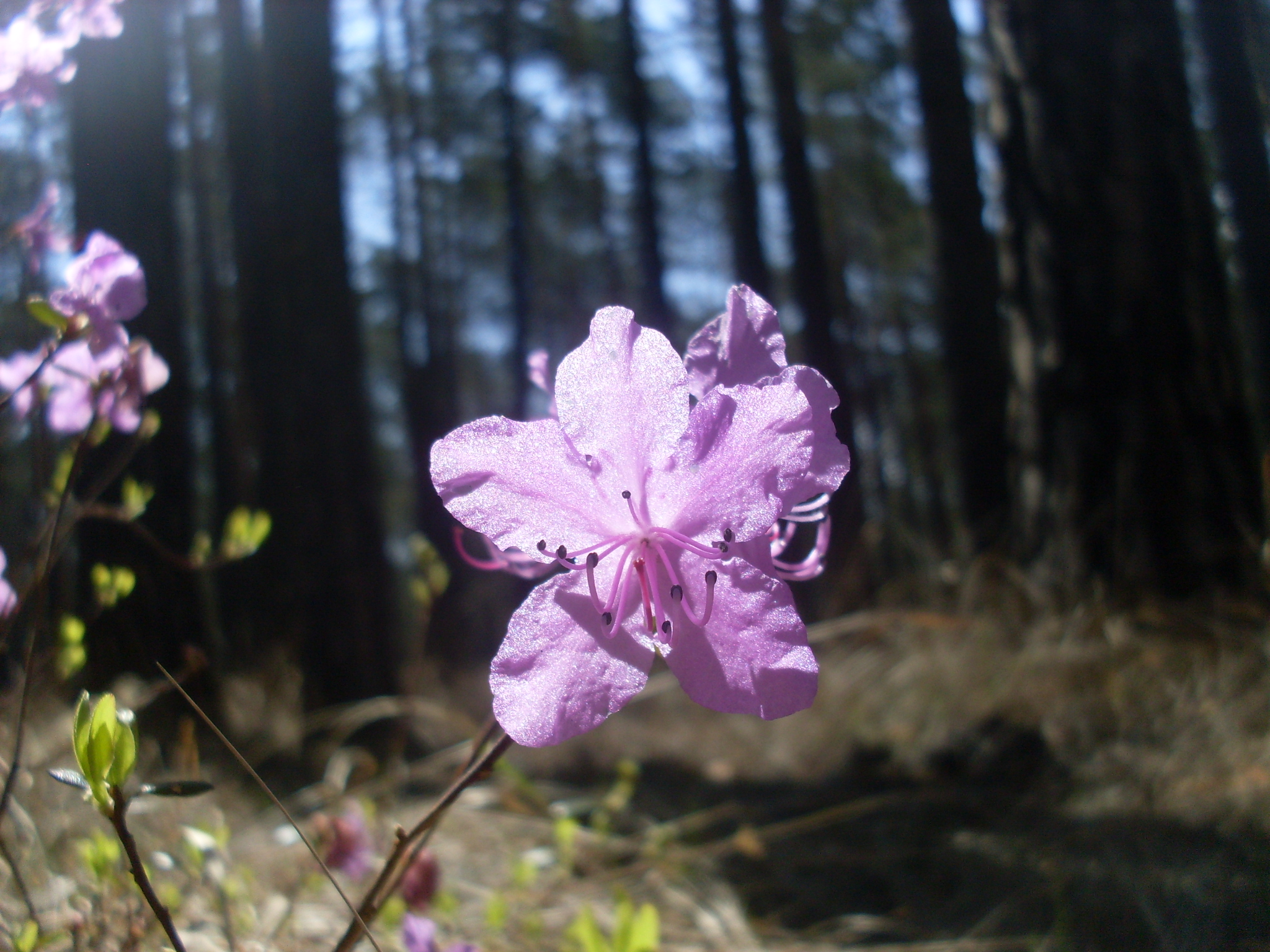